# Ultra (hop)
Ultra is een hopvariëteit, gebruikt voor het brouwen van bier.
Deze hopvariëteit is een “aromahop”, bij het bierbrouwen voornamelijk gebruikt vanwege zijn aromatische eigenschappen. Deze Amerikaanse variëteit werd gekweekt in 1983 (Hops research program Corvallis, Oregon) en op de markt gebracht in 1995. De variëteit is samengesteld uit 4/6 Hallertau Mittelfrüh, 1/6 Saaz en 1/6 onbekend en heeft daarom ook het traditioneel karakter van Duitse hopvariëteiten.

## Kenmerken
- Alfazuur: 4,5 – 5%
- Bètazuur: 3,6 – 4,7%
- Eigenschappen: kruidig, bloemig, fijn en mild